# デランシー・ストリート
経路図: 

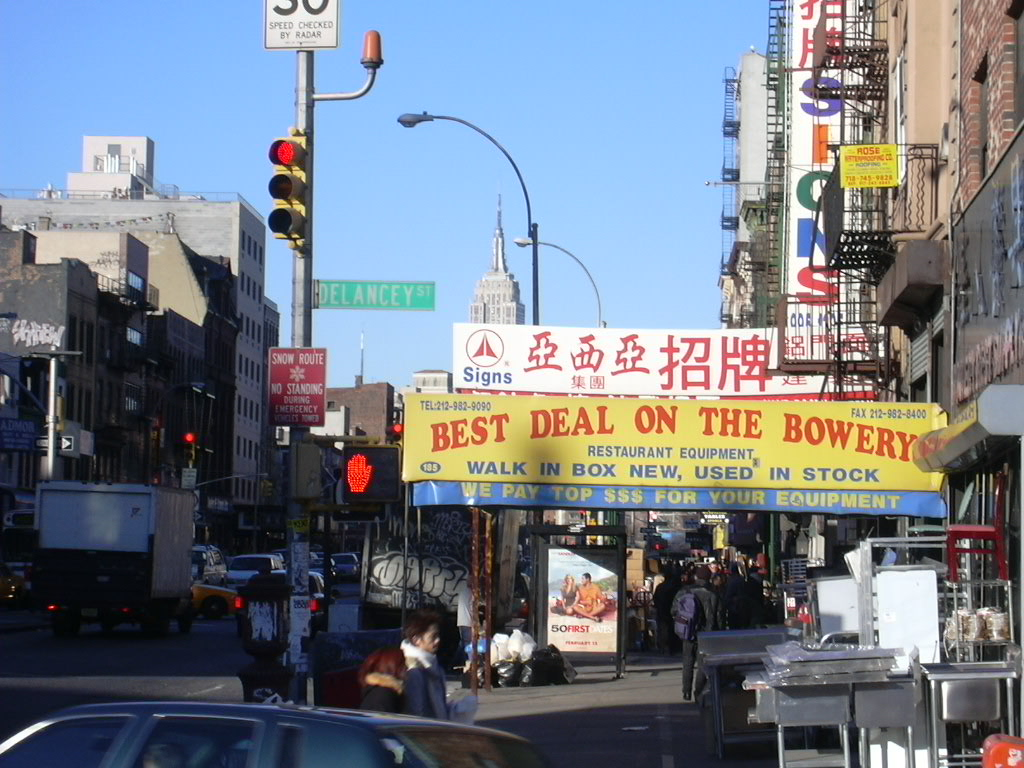
バワリー地点のデランシー・ストリート

デランシー・ストリート (Delancey Street) は、ニューヨーク市マンハッタン区ロウアー・イースト・サイド地区を東西に走る通りである。この通りの西端はバワリーであり、東端はFDRドライブである。クリントン・ストリート (Clinton Street) の地点でウィリアムズバーグ橋へと接続しており、ブルックリンと結ばれている。デランシー・ストリート自体は、クリントン・ストリートの地点でこの橋の脇に逸れ、それより東は橋の高架沿いをFDRドライブに突き当たるまで続く。クリントン・ストリートより西では、道路幅は8車線あり、中央には街路樹が植え込まれた分離帯がある。バワリーより西では、デランシー・ストリートはケンモア・ストリート (Kenmare Street) となる。これは4車線の道路で、4.5ブロック先のラファイエット・ストリートに突き当たるまで続いている。
この通りの名前は、現在のロウアー・イースト・サイドに広大な土地（農園）を所有していたジェームズ・デランシー・シニアより取られている。

## 周辺
この通り沿いにはデリカテッセンやバーなどが並んでいる。また、デランシー・ストリートは長らくディスカウント、バーゲン衣料品店が並んでいることでも知られていた。有名な施設としては、1929年に建てられたバワリー舞踏場、ラトナーズコーシャー・レストラン（閉店）、そしてエセックス・ストリート・マーケットがある。エセックス・マーケットはフィオレロ・ラガーディア市長によって、近隣の狭い道をカートを押して買い物する人たちの混雑を解消するため、大きなビルの中にまとめられた市場として建設された。20世紀半ばまで、デランシー・ストリートはユダヤ人が多く住んでいたロウアー・イースト・サイドのメインのショッピング・ストリートであった。2000年代後半より、デランシー・ストリート周辺の地区はヤング・プロフェッショナルやアーティスト、さらにアフリカ系アメリカ人、プエルトリコ人、ドミニカ人、中国人の労働者などが混在する地区となっている。さらに、高級化現象が進行中であり、より高所得者向けのショップやバー、レストランなどが増えてきている。もともと老朽化したビルが多かったエリアであるため、コンドミニアムの建設など、再開発が活発な地域となっている。

## 交通
ニューヨーク市地下鉄IND6番街線（F 系統の列車）およびBMTナッソー・ストリート線（J M Z 系統の列車）の、デランシー・ストリート-エセックス・ストリート駅（F <F> J M Z 系統の列車）およびBMTナッソー・ストリート線（J Z 系統の列車）のバワリー駅がこの通りの地下に位置している。ニューヨーク市バス M9, M14, M15, M103, B39 路線は、デランシー・ストリート上にバス停を持っている。
デランシー・ストリートとエセックス・ストリートの交差点の地下にあるウィリアムズバーグ橋トロリー・ターミナルはウィリアムズバーグ橋を渡る路面電車の駅およびラケット型ループ線施設であったが、現在は廃駅となっている。2011年、その跡地に公共公園、ロウラインを建設する案が提出された。この公園では、光ファイバーを用いて地下内部まで自然光を取り入れ、草木を植えるなど、新しい技術を使用することが企画されている。
車線数の多い幹線道路であり交通事故による死亡率が高いことから、この通り沿いには安全対策が多く設置されている。歩行者用広場や、横断歩道が青信号の時は車の左折禁止、横断歩道の青信号の時間のカウントダウン表示などである。

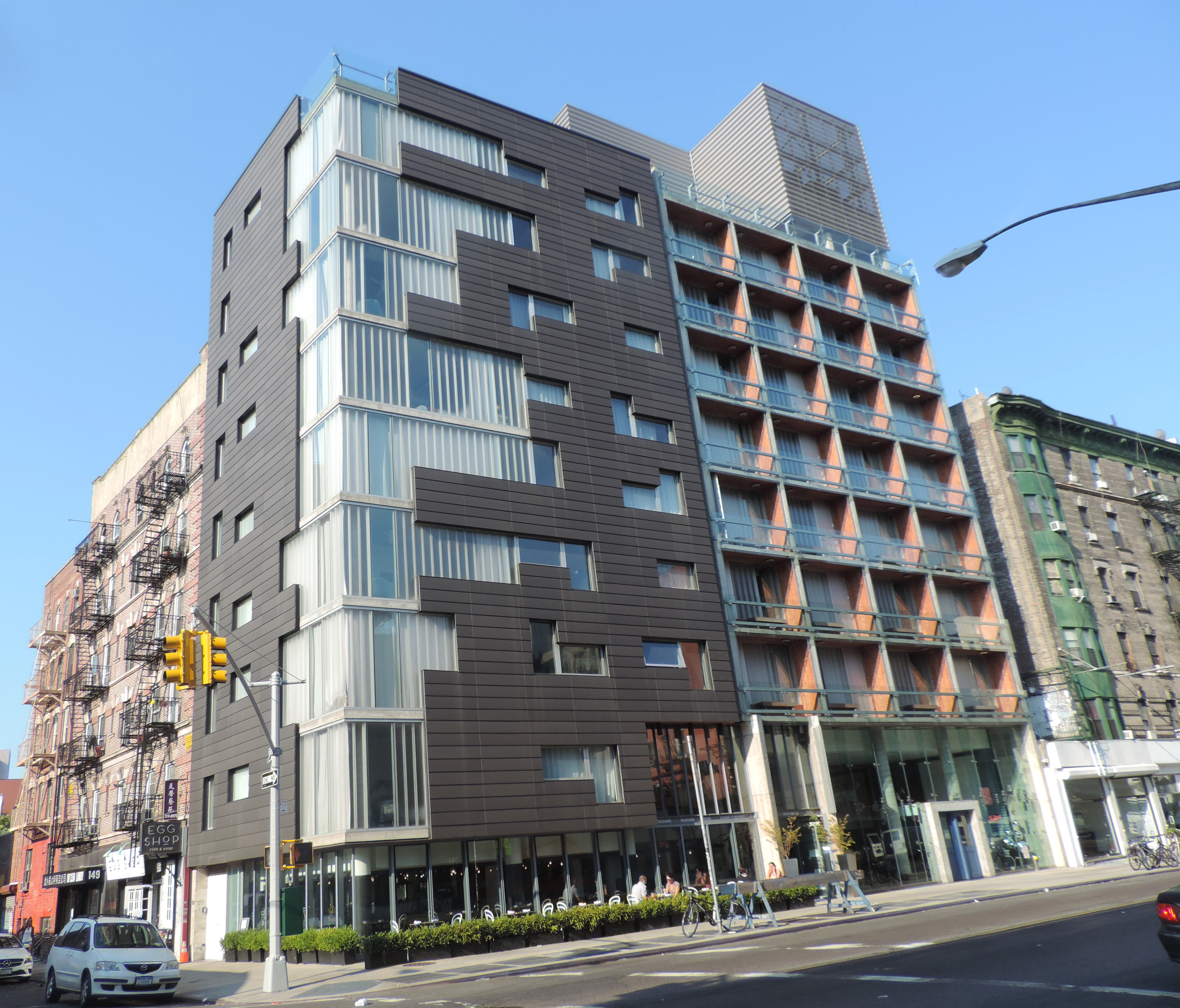
ケンモア・ストリートとエリザベス・ストリートの地点のLolita Hotel。

## ケンモア・ストリート
ケンモア・ストリート (Kenmare Street) は、デランシー・ストリートの西側の延長である、バワリーからラファイエット・ストリートまでの4.5ブロックを走る通りである。ラファイエット・ストリートを介して1ブロック南にあるブルーム・ストリートへと接続することで、東のウィリアムズバーグ橋から西のホランド・トンネルまで運転することができる。この通りは1911年にTim Sullivanによって建設された。彼はアイルランドケリー県ケンモアからの移民Daniel O’SullivanとCatherine Connellyの息子であったため、祖国の地名からこの通り名がつけられた。

## 大衆文化におけるデランシー・ストリート
映画およびテレビ
- 1932年の映画en:Taxi!では、James Cagneyはイディッシュ語を話すアイルランド系のタクシードライバーを演じた。彼は、警察に「お前らの同胞はアイルランドのどこから来たんだ？」と聞かれた際、「デランシー・ストリートだ。サンキュー！」と返した。
- 1983年の特攻野郎AチームのエピソードThe Out-Of-Townersでは、デランシー・ストリートでのゆすり行為がストーリーの中心であった。
- 1988年のディズニーのアニメ映画オリバー ニューヨーク子猫ものがたりでは、Dodger（ビリー・ジョエル）が歌う"Why Should I Worry"で"1分で私はセントラル・パークにいる、それからデランシー・ストリートへと私は向かう。"という歌詞がある。
- 1988年の映画en:Crossing Delanceyでは、この地区での都市生活者の群像がロマンティック・コメディとして描かれている。
- 1992年のディズニー映画ニュージーズでは、Carry the Bannerという歌の中に"ハーレムからデランシー"という歌詞が含まれている。
- 1994年の映画Rhythm Thiefでは、デランシー・ストリートでの逃走劇がストーリーの中心であった。
- 1974年のテレビシリーズ警部マクロードのエピソードは、"Shivaree on Delancey Street"というタイトルであった。
- 1997年の映画ミミックでは、デランシー・ストリート-エセックス・ストリート駅がセットとして使われている。
- 2000年の映画Happy Accidentsでは、"Chrystie Delancey"という女性名が登場するが、これはクリスティ・ストリートとデランシー・ストリートの交差点から名付けられている。
- 1946年の映画"Cuban Pete"では、ルシル・ボールが"男たちは私をSally Sweetと呼ぶ。私は「デランシー・ストリートのクイーン」"と歌う箇所がある。

音楽
- en:The Age of Rocketsは、アルバムHannahの中の"What Story Down There Awaits Its End?"および"Stitches To Show Something Is Missing"という曲で、"Delancey Street trembles beneath/as you rise to meet the day"と歌っている。
- en:Mike Doughtyのアルバムen:Haughty Melodicの中の"Sunken-Eyed Girl"という曲では、"デランシー・ストリートのくぼんだ目の女"が歌われている。
- ハーレムのラッパーキャムロンは"Weekend Girl"のカバーで、"Dated Nancy Niece, we did Delancey Street"と歌っている。
- en:Fun Lovin' Criminalsの"South Side"という曲では、デランシー・ストリートのコーラスが入っている。
- 1925年のen:Rodgers and Hartの有名曲"Manhattan"では、"It's very fancy/ On old Delancey/ Street, you know."と謳われている。
- ヒップホップの祖として知られるDJクール・ハークは、1973年8月に彼が初めてDJを努めるパーティーを開催した。これは彼の妹、Cindy Campbellが学校に着ていくための服をデランシー・ストリートで買うための資金を調達するためであった。このことについては、Jeff ChangのCan't Stop, Won't Stopという著作内でCindyの証言が語られている。[5]
- 1987年のソニック・ユースの"Stereo Sanctity"という曲では、"satellites flashing down Orchard and Delancey."と謳われている。
- 1996年のen:Soul Coughingの"Lazybones"という曲では、"Cameraman sways to remember how the eye dances, drunkenness is a hand-held scrambling down Delancey, I come stumbling"と歌われている。
- 2002年のen:Jesse Malinのデビューアルバムen:The Fine Art of Self Destructionのジャケットはデランシー・ストリート駅で撮影されたものである。
- 2006年のレジーナ・スペクターのアルバムen:Begin to Hopeの"That Time"という曲で、"Hey, remember that time I found a human tooth, down on Delancey?"と歌われている。
- 2010年のen:Rachael SageのアルバムDelancey Streetのタイトルはこの通りの名前である。
- 1987年のen:Dana Daneのアルバムen:Dana Dane with Fameには"Delancey Street"という曲が収録されている[6]。

演劇
- ニール・サイモンの演劇en:Brighton Beach Memoirsでは、"Jack"というキャラクターが「君はデランシー・ストリートに溜まった冷たい水の中で生きている。破産は神が君に与えたものだ」と語る場面がある。